# Paolo Maria Martínez
Paolo Maria Martínez (Roma, 1771 –  13 de noviembre de 1833) fue un militar y mecenas hispano-italiano.

## Biografía
Martínez fue nombrado guardia noble por Pío VII en 1801. Se convirtió en Priore dei Caporioni en 1819 y Conservatore de Roma en 1829. Fue recordado por el legado de 12.000 escudos hecho a favor de San Giacomo degli Incurabili en 1833 por una placa en el hospital y un monumento en Santa Maria del Popolo.